# کیوشو شینکانسن
کیوشو شینکانسن (انگلیسی: Kyushu Shinkansen) یک خط راه‌آهن تندرو مابین شهرهای فوکوئوکا و کاگوشیما در کشور ژاپن است.
این خط که در سال ۲۰۰۴ تأسیس شده دارای ۱۲ ایستگاه و ۲۵۶٫۸ کیلومتر طول است.

## نگارخانه

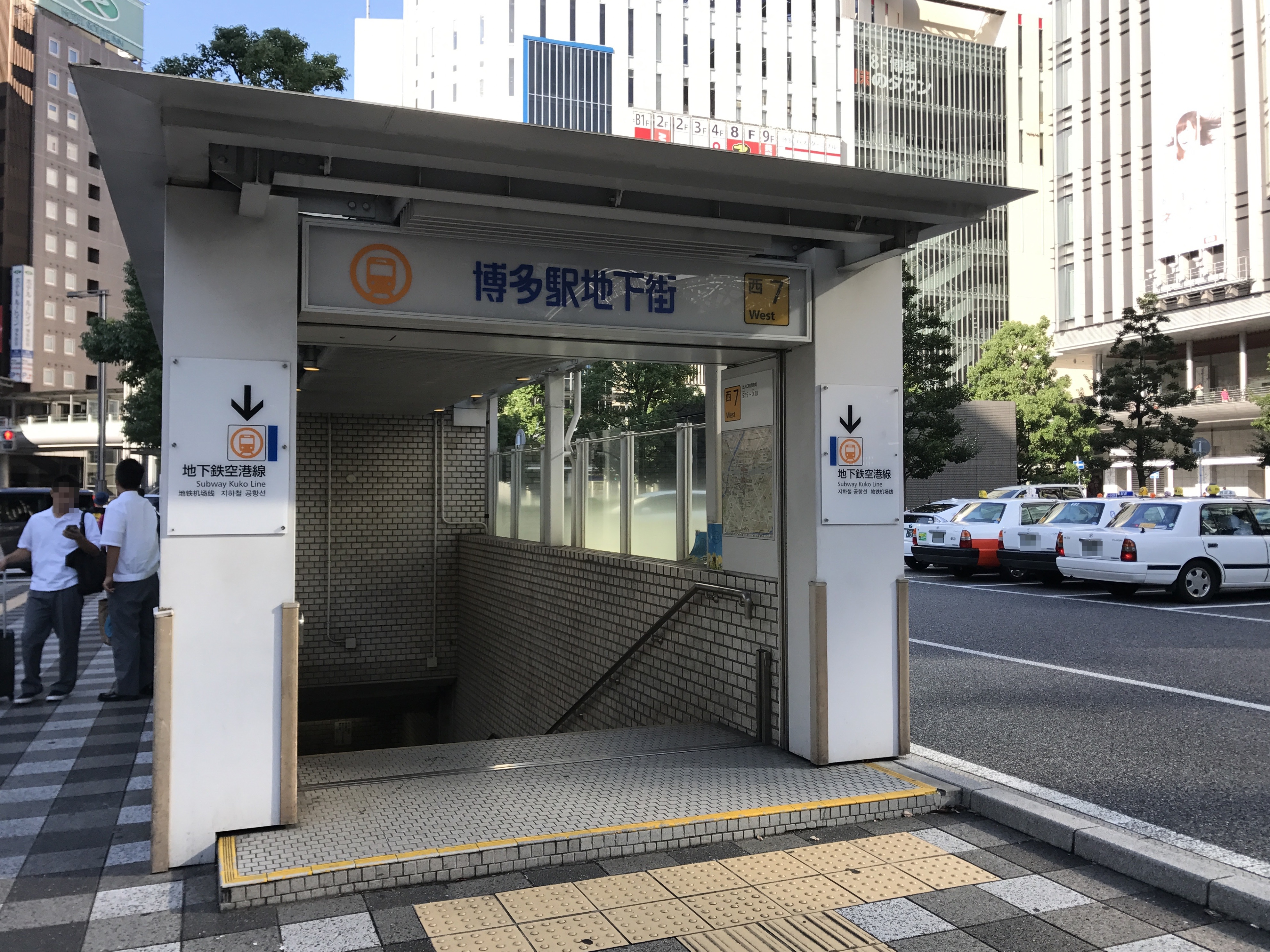
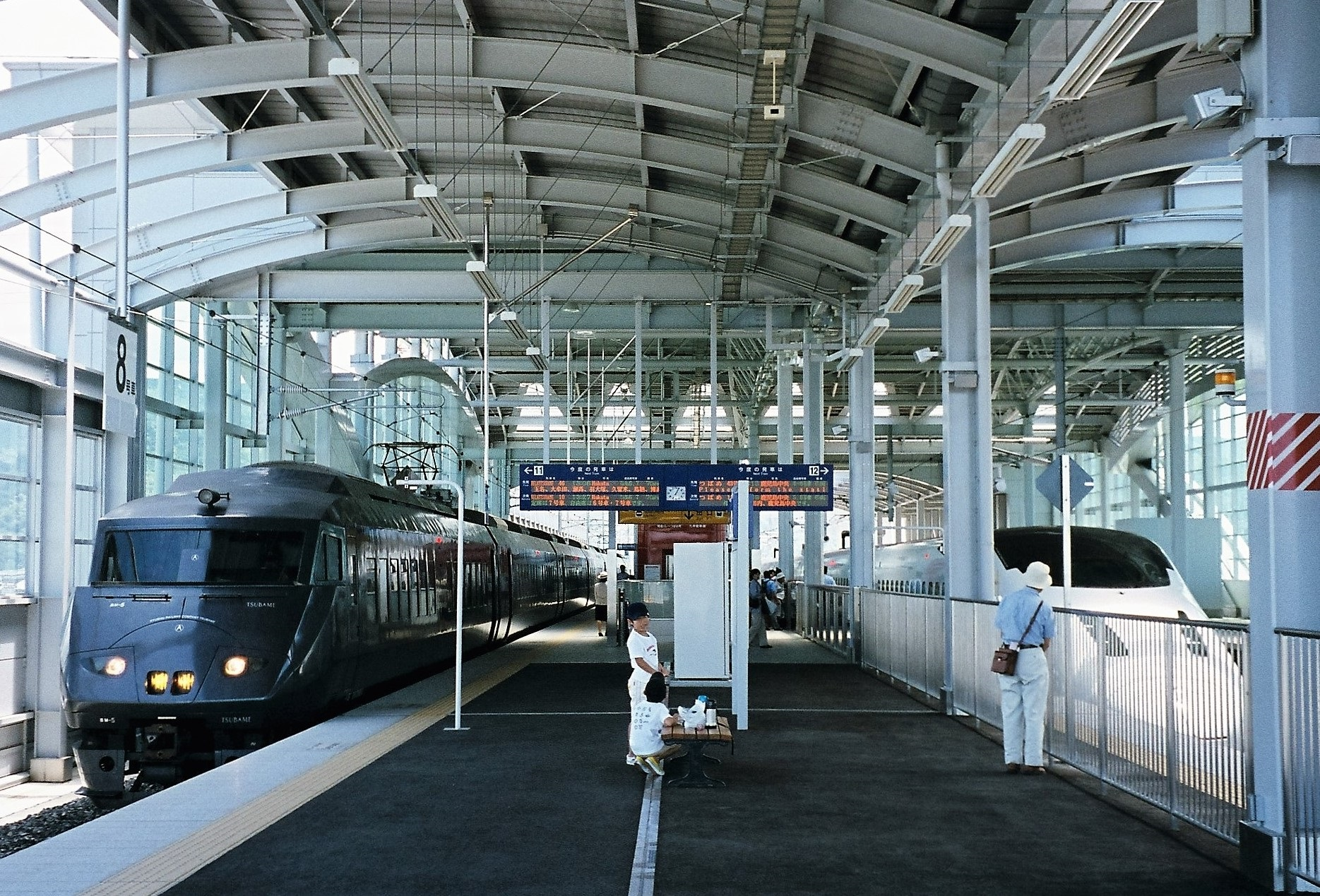
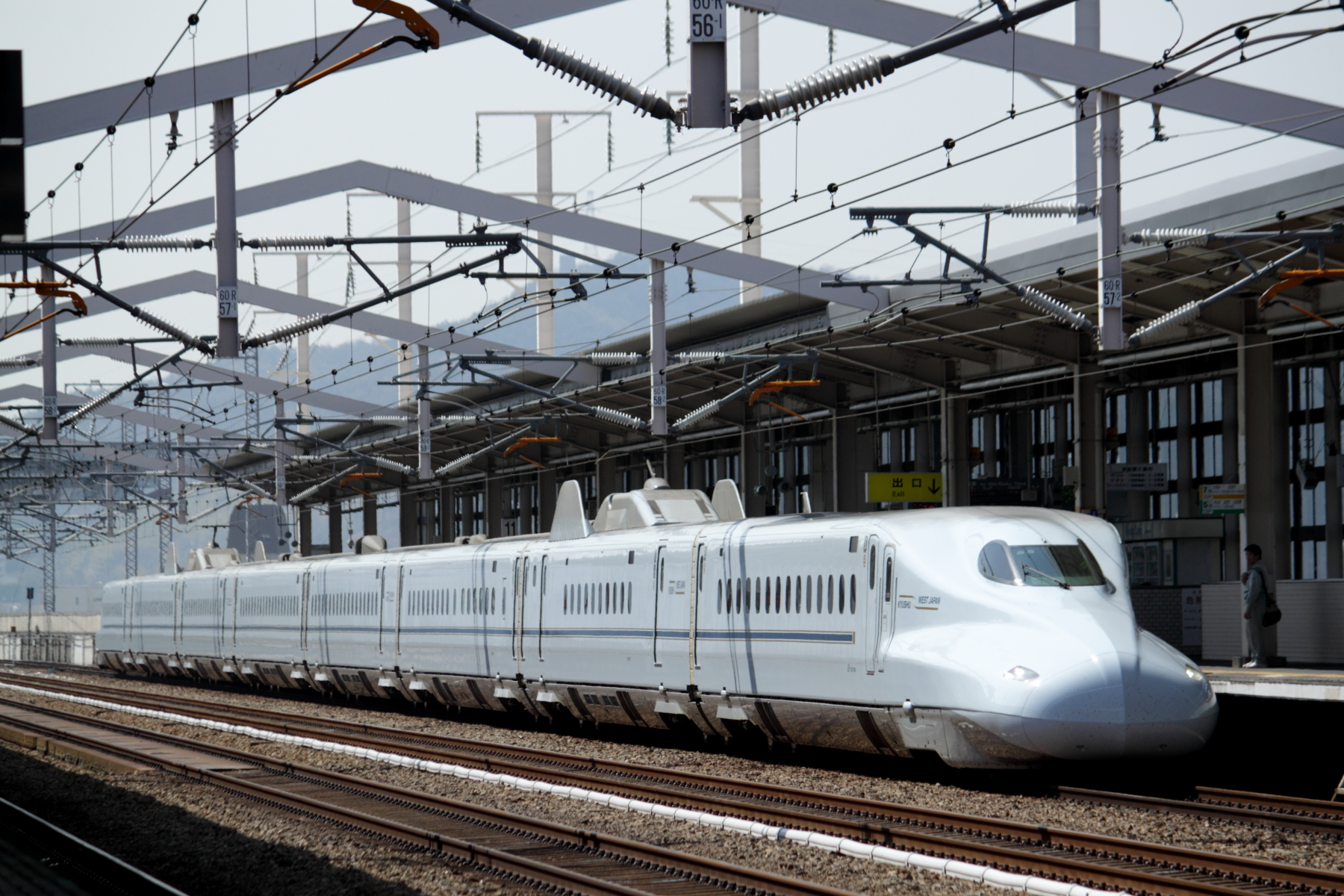
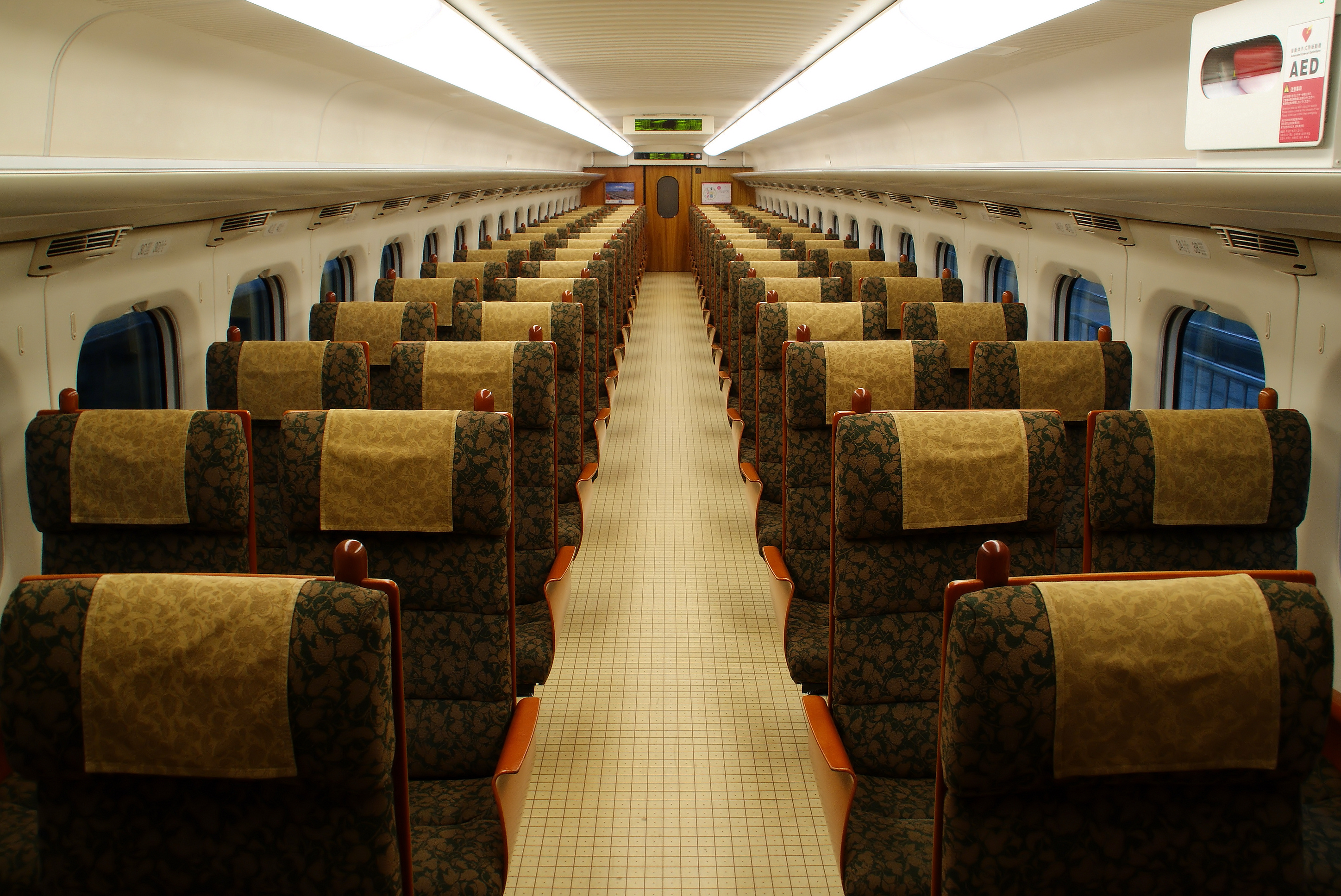